# Terry Stacey
Pour les articles homonymes, voir Stacey.
Terrence « Terry » Stacey, né le 24 juillet 1962 dans le Sussex (Angleterre), est un directeur de la photographie anglais (membre de l'ASC).

## Biographie
Terry Stacey étudie à l'Université de Manchester et plus tard, s'installe aux États-Unis, contribuant au cinéma à une quarantaine de films depuis 1997 (dont quelques courts métrages), majoritairement américains ou en coproduction, comme chef opérateur.
Mentionnons American Splendor (2003, avec Paul Giamatti et Harvey Pekar) et The Extra Man (2010, avec Kevin Kline et Paul Dano) de Shari Springer Berman et Robert Pulcini, Un havre de paix (2013, avec Julianne Hough et Josh Duhamel) et Mes vies de chien (2017, avec Dennis Quaid et Peggy Lipton) de Lasse Hallström, PS I Love You de Richard LaGravenese (2007, avec Hilary Swank et Gerard Butler), ou encore Une soirée d'enfer de Michael Dowse (2011, avec Topher Grace et Anna Faris).
Pour la télévision, à ce jour, il dirige les prises de vues sur sept séries, dont Sex and the City (quatre épisodes, 2002), Flesh and Bone (sept épisodes, 2015) et Chance (sept épisodes, 2016).
S'ajoutent six téléfilms, le premier diffusé en 1995 ; le dernier est The Interestings (en) de Mike Newell (2016, avec Lauren Ambrose et Matt Barr).
Depuis 2009, Terry Stacey est membre de l'American Society of Cinematographers (ASC).

## Filmographie partielle

### Cinéma

#### Directeur de la photographie
- 2000 : Happy Accidents de Brad Anderson
- 2001 : World Traveler de Bart Freundlich
- 2001 : Wendigo de Larry Fessenden
- 2002 : Le Projet Laramie (The Laramie Project) de Moisés Kaufman
- 2003 : American Splendor de Shari Springer Berman et Robert Pulcini
- 2004 : Lignes de vie (The Door in the Floor) de Tod Williams
- 2005 : In Her Shoes de Curtis Hanson
- 2005 : Winter Passing d'Adam Rapp
- 2006 : Friends with Money de Nicole Holofcener
- 2007 : PS I Love You (P.S. I Love You) de Richard LaGravenese
- 2007 : Le Journal d'une baby-sitter (The Nanny Diaries) de Shari Springer Berman et Robert Pulcini
- 2009 : Adventureland : Un job d'été à éviter (Adventureland) de Greg Mottola
- 2010 : Cher John (Dear John) de Lasse Hallström
- 2010 : Tell-Tale de Michael Cuesta
- 2010 : Love and Game (Just Wright) de Sanaa Hamri
- 2010 : The Extra Man de Shari Springer Berman et Robert Pulcini
- 2011 : Une soirée d'enfer (Take Me Home Tonight) de Michael Dowse
- 2011 : 50/50 de Jonathan Levine
- 2012 : Des saumons dans le désert (Salmon Fishing in the Yemen) de Lasse Hallström
- 2013 : 21 and Over de Jon Lucas et Scott Moore
- 2013 : Un havre de paix (Safe Haven) de Lasse Hallström
- 2014 : C'est ici que l'on se quitte (This Is Where I Leave You) de Shawn Levy
- 2014 : Alexandre et sa journée épouvantablement terrible et affreuse (Alexander and the Terrible, Horrible, No Good, Very Bad Day) de Miguel Arteta
- 2016 : Elvis and Nixon de Liza Johnson
- 2016 : Special Correspondents de Ricky Gervais
- 2016 : The Confirmation de Bob Nelson
- 2017 : Mes vies de chien (A Dog's Purpose) de Lasse Hallström
- 2018 : Criminal Squad (Den of Thieves) de Christian Gudegast
- 2019 : The Poison Rose de George Gallo
- 2021 : Yes Day de Miguel Arteta
- 2021 : Hitman and Bodyguard 2 (The Hitman's Wife's Bodyguard) de Patrick Hughes
- 2025 : Criminal Squad : Pantera (Den of Thieves 2: Pantera) de Christian Gudegast

#### Autres fonctions
- 2010 : Une famille très moderne (The Switch) de Josh Gordon et Will Speck (photographie de seconde équipe)
- 2011 : Le Complexe du castor (The Beaver) de Jodie Foster (photographie additionnelle)
- 2015 : McFarland (McFarland, USA) de Niki Caro (photographie additionnelle)
- 2015 : Le Nouveau Stagiaire (The Intern) de Nancy Meyers (photographie de seconde équipe)

### Télévision
(directeur de la photographie)

#### Séries
- 2002 : Sex and the City
  - Saison 5, épisode 3 C'est quoi ce bordel (Luck Be an Old Lady), épisode 4 Deux poids, deux mesures (Cover Girl), épisode 7 Les Nouvelles Célibataires (The Big Journey) de Michael Engler et épisode 8 Zsa Zsa Zsu (I Love a Charade) de Michael Engler
- 2006 : Dexter
  - Saison 1, épisode 1 Deux en un (Dexter) de Michael Cuesta
- 2014 : Resurrection
  - Saison 1, épisode 1 Seconde Vie (The Returned) de Charles McDougall
- 2015 : Flesh and Bone
  - Saison unique, épisode 2 Chair à canon (Cannon Fodder) de Joshua Marston, épisode 3 Reconnaissance (titre original) de Stefan Schwartz, épisode 4 Raid nocturne (Boogie Dark) de Nelson McCormick, épisode 5 Disparue au combat (M.I.A.) d'Adam Davidson, épisode 6 Secret défense (F.U.B.A.R.), épisode 7 Tenue de combat (Full Dress) et épisode 8 Terre brûlée (Scorched Earth)
- 2016 : Chance
  - Saison 1, épisode 2 L'Axiome du choix (The Axiom of Choice) de Lenny Abrahamson, épisode 3 La meilleure défense, c'est l'attaque (Hiring It Done) de Michael Lehmann, épisode 4 Le Docteur fou (The Mad Doctor) de Carl Franklin, épisode 5 Coup pour coup (A Still Point in the Turning World) de Roxann Dawson, épisode 7 Libérez vos pouvoirs cachés (Unlocking Your Hidden Powers), épisode 9 Camera Obscura (titre original) de Daniel Attias et épisode 10 Fin de partie (Fluid Management) de Michael Lehmann

#### Téléfilms
- 2006 : Wanderlust (en) de Shari Springer Berman et Robert Pulcini (semi-documentaire)
- 2014 : The Man de D. J. Caruso
- 2016 : The Interestings (en) de Mike Newell